# Loka (canção)
"Loka" é uma canção da dupla brasileira Simone & Simaria com participação da artista musical brasileira Anitta, composta por Rafinha RSQ, Kayky Ventura, Simone e Simaria. Foi lançada em 6 de janeiro de 2017, pela Universal Music. Seu vídeo musical, dirigido por Anselmo Troncoso, foi lançado no TVZ em 6 de janeiro de 2017 e publicado logo em seguida na plataforma Vevo. Seu roteiro segue Simone, Simaria e Anitta em um cenário com luzes e fogo.

## Desenvolvimento
A canção "Loka" chegou para a dupla um pouco antes da gravação do último DVD Live (2016), Simone queria gravar a canção imediatamente, mas Simaria tinha outra ideia em mente, chegando revelar o nome de Anitta para dividir os vocais. Simone e Simaria conheceram Anitta nos bastidores de um show do Harmonia do Samba, um tempo depois Anitta convidou-as para o seu aniversário e trocaram telefones, depois disso elas sempre estão se falando.

## Vídeo musical
O videoclipe da canção foi lançado em 6 de janeiro de 2017, dirigido por Anselmo Troncoso e conta com a participação do ator estadunidense Peter Hermann, tendo como cenários um estúdio de luzes e um de ferro-velho.

### Recepção
"Loka" foi o vídeo musical brasileiro mais visto na plataforma Vevo em 2017, sendo o segundo vídeo musical brasileiro mais visto na plataforma YouTube em 2017.

## Desempenho comercial
A canção teve um ótimo recebimento comercial, atingindo a 6ª posição na Brasil Hot 100 Airplay, ganhando destaque no meio radiofônico, o qual abriu as portas para os estados do sul e sudeste. Devido ao bom desempenho, o videoclipe da faixa atingiu a marca de 500 milhões de visualizações até 10 de dezembro de 2017, se tornando assim o clipe feminino brasileiro mais acessado na historia do YouTube, com mais de meio bilhão de visualizações, e o segundo no geral atrás apenas do clipe "Bum Bum Tam Tam", de MC Fioti.

## Desempenho nas rádios
"Loka" foi a mais tocada nas rádios de 2017 pela Connectmix com 773.242 execuções durante o ano

## Lista de faixas
| Download digital |                                 |                                          |         |  |
| N.º              | Título                          | Compositor(es)                           | Duração |  |
| 1.               | "Loka" (participação de Anitta) | Rafinha RSQ Kayky Ventura Simone Simaria | 3:35    |  |

## Prêmios e indicações
| Ano  | Prêmio                                | Indicação       | Resultado |
| ---- | ------------------------------------- | --------------- | --------- |
| 2017 | Prêmio Multishow de Música Brasileira | Música Chiclete | Venceu    |
| 2017 | Caldeirão de Ouro                     | As 10+ do Ano   | 7º Lugar  |

## Créditos
| - Simaria Mendes - direção de áudio, roteiro, composição - Simone Mendes - voz, composição - Anitta - voz - Anselmo Troncoso - direção de vídeo - Cabrera - direção de áudio, arranjos, guitarra, sintetizadores - Thiago Rabello - bateria - Ale di Viera - percussão - Bórqz - violão | - Luizinho Souza - baixo - Bolinha (Jordão Mota) - sanfona - Luana Pimenta - assistente de direção - Claudio Rezende - produção - João Luz - diretor de fotografia - Maurício Augusto - câmera - Rafinha RSQ - composição - Kayky Ventura - composição |

## Desempenho nas tabelas musicais

### Paradas semanais
| Tabela musical (2017)                                         | Melhor posição |
| ------------------------------------------------------------- | -------------- |
| Brasil (Billboard Brasil Hot 100 Airplay)                     | 6              |
| Brasil (Billboard Ranking iTunes Brasil)                      | 6              |
| Brasil (Billboard Brasil Regional Belo Horizonte Hot Songs)   | 1              |
| Brasil (Billboard Brasil Regional Brasília Hot Songs)         | 4              |
| Brasil (Billboard Brasil Regional Campinas Hot Songs)         | 2              |
| Brasil (Billboard Brasil Regional Curitiba Hot Songs)         | 8              |
| Brasil (Billboard Brasil Regional Florianópolis Hot Songs)    | 4              |
| Brasil (Billboard Brasil Regional Fortaleza Hot Songs)        | 1              |
| Brasil (Billboard Brasil Regional Goiânia Hot Songs)          | 7              |
| Brasil (Billboard Brasil Regional Litoral Paulista Hot Songs) | 3              |
| Brasil (Billboard Brasil Regional Porto Alegre Hot Songs)     | 1              |
| Brasil (Billboard Brasil Regional Rio de Janeiro Hot Songs)   | 4              |
| Brasil (Billboard Brasil Regional São Paulo Hot Songs)        | 1              |
| Brasil (Billboard Brasil Regional Vitória Hot Songs)          | 1              |

## Vendas e certificações
| Região                                                        | Certificação | Vendas     |
| ------------------------------------------------------------- | ------------ | ---------- |
| Brasil (Pro-Música Brasil)                                    | 3× Diamante  | 1,200,000‡ |
| ‡vendas+valores de streaming baseados somente na certificação |              |            |